# Bauhinia petiolata
Bauhinia petiolata là một loài thực vật có hoa trong họ Đậu. Loài này được (DC.) Hook. miêu tả khoa học đầu tiên.